# Nereida (měsíc)
Nereida je osmý měsíc v pořadí od Neptunu, který obíhá planetu ve průměrné vzdálenosti 5 513 400 km. Objevitelem byl Němec Gerard Kuiper, který ho prvně zpozoroval v roce 1949 a pojmenoval jej po Néreovnách, (latinsky Nereides), což jsou mořské bohyně v řecké mytologii.
Hmotnost měsíce není dosud známa, jeho průměr činí 340 km, Nereida je tedy třetím největším měsícem v Neptunově systému. Doba jednoho oběhu kolem planety trvá téměř jeden rok, přesně 360,1362 dne. Doba rotace kolem vlastní osy není známa.
Od svého objevení až do roku 2002 byla Nereida nejvzdálenějším Neptunovým měsícem.
Poloměr oběžné dráhy Nereidy činí v průměru 5 513 400 km, avšak vzhledem k jejímu značně elipsovitému průběhu se pohybuje mezi 1 372 000 až 9 655 000 kilometry. Je to nejvyšší známá střední excentricita oběžného tělesa v naší sluneční soustavě.